# Netzwerkwandler
Netzwerkwandler, auch Glaswandler oder Trennstellenbildner genannt, sind Elemente oder Ionen von Verbindungen die das polymerartige Netzwerk in Gläsern unterbrechen. Sie können zusammen mit einem oder mehreren Netzwerkbildnern in einem Glas vorkommen. Da einige davon beide Funktionen erfüllen, werden deren Oxide als Zwischenoxide bezeichnet. Netzwerkwandler verändern durch den verringerten Vernetzungsgrad die Struktur und Eigenschaften des Glases. So setzen sie die Glasübergangstemperatur Tg und die Viskosität der Glasschmelze herab, was die Verarbeitung des Glases vereinfacht. Die meisten Netzwerkwandler und Zwischenoxide erniedrigen die Wärmeleitung und ändern die elektrische Leitfähigkeit des Glases. Alle Netzwerkwandler, insbesondere die Alkaliionen, erhöhen die Permittivitätszahl. Allein sind diese Verbindungen nach der klassischen Netzwerkhypothese von Zachariasen und Warren nicht in der Lage, ein Glas zu bilden. Netzwerkwandler liegen im Glas zumeist als Oxide vor, sofern es sich um ein Oxidglas handelt, werden dem Gemenge aber in der Regel als Salze zugegeben.
In silikatischen Gläsern haben Glaswandler die Aufgabe, die Schmelztemperaturen des Glases zu senken (siehe auch Flussmittel (Schmelzen)), damit dieses bei wirtschaftlich vertretbaren Temperaturen herzustellen ist.
Abzugrenzen sind Stabilisatoren. Sie sind eine Klasse, die sowohl Netzwerkwandler als auch Netzwerkbildner sein können.

## Liste von Netzwerkwandlern und Zwischenoxiden
Netzwerkwandler (vornehmlich basische Oxide mit großen Kationen) sind:
- Bariumoxid[4]
- Calciumoxid[4]
- Caesiumoxid[8]
- Kaliumoxid[4]
- Lithiumoxid[4]
- Magnesiumoxid[4]
- Natriumoxid[4]
- Niob(V)-oxid[7]
- Rubidiumoxid[7]
- Strontiumoxid[7]
- Tantal(V)-oxid[7]
- Tellur(IV)-oxid[7]
- Zinkoxid[4]

Zwischenoxide sind:
- Aluminiumoxid[4]
- Berylliumoxid[4]
- Eisen(III)-oxid[4]
- Mangan(III)-oxid[4]
- Titan(IV)-oxid[4]
- Zirconium(IV)-oxid[4]